# 홍진유 (조직폭력배)
홍진유(? ~ ?)는 대한민국의 조직폭력배이다. 유지광의 자서전에 의하면 고대생 습격 당시 학생들을 구타해서는 안 된다고 주장했으며, 대한반공청년단이 동아일보에 가서 기자들에게 폭행과 협박을 하고 신문사 윤전기를 부수고 모래를 끼얹으라는 명령을 내렸으나 홍진유는 이를 따를 수 없다며 거절했다고 한다.

## 홍진유가 등장한 작품
- 《야인시대》(2002) (배우: 박정학)